# Mary Slessor
Mary Slessor, född 1848, död 1915, var en brittisk (skotsk) missionär, verksam i Nigeria. 
Hon var verksam för den Unierade presbyterianska kyrkan i Nigeria från 1876 till sin död. Hon lärde sig tala det inhemska språket efik, och gjorde en insats som lärare i missionsskolor. Hon är berömd för sitt arbete för kvinnors rättigheter och beskydd av barn, särskilt för att rädda tvillingar, då dessa enligt dåvarande kulturella sedvänjor dödades i regionen Okoyong.  